# Rhathymus unicolor
Rhathymus unicolor är en biart som först beskrevs av Smith 1854.  Rhathymus unicolor ingår i släktet Rhathymus och familjen långtungebin. Inga underarter finns listade i Catalogue of Life.